# Teorias da religião
Teorias da religião pode ser dividido em teorias substantivas (incidindo sobre o que é religião) e funcionais ou teorias reducionista (incidindo sobre o que faz).
Teorias substantivas influentes têm sido propostas por Tylor e Frazer (incidindo sobre o valor explicativo da religião para os seus seguidores), pelo teólogo Rudolf Otto (incidindo sobre a importância da experiência religiosa, mais especificamente as experiências que são simultaneamente fascinantes e aterradoras), Mircea Eliade (centrando-se na ânsia de perfeição sobrenatural, na busca de sentido, e na busca de padrões em mitologia em várias religiões).

Teorias funcionais influentes foram propostas por Karl Marx (focando no contexto econômico), Sigmund Freud (focando em neurose como uma origem psicológica das crenças religiosas) e Émile Durkheim (com foco na função social das religiões).
Max Weber não propôs tanto uma teoria geral da religião quanto concentrou-se na interação entre sociedade e religião. Ele também introduziu uma série de conceitos-chave na sociologia da religião.
Em contraste com os teóricos anteriores, os antropólogos E. E. Evans-Pritchard e Clifford Geertz realizaram estudos detalhados etnográficos de culturas "primitivas" e chegaram à conclusão de que as teorias anteriores eram unilaterais no melhor. Geertz negou que fosse possível propor uma teoria geral da religião.
As teoria da escolha racional foram aplicadas às religiões, entre outros pelos sociólogos Rodney Stark e William Sims Bainbridge. Eles afirmaram que a religião é capaz de funcionar como compensador de recompensas não obtidas.